# Horace Jones
Sir Horace Jones (20 maggio 1819 – Londra, 21 maggio 1887) è stato un architetto inglese, particolarmente noto per il suo lavoro come architetto e geometra alla City di Londra dal 1864 fino alla sua morte. Fu presidente del Royal Institute of British Architects dal 1882 al 1884 e fu nominato cavaliere nel 1886. Il suo lavoro più riconosciuto, il Tower Bridge, fu completato postumo.